# Castillo de Ljung
El Castillo de Ljung es un castillo en Suecia. El actual edificio fue erigido en 1774. Fue comisionado por Axel von Fersen el Viejo y diseñado por Jean Eric Rehn. El edificio está bien conservado y es considerado un buen ejemplo de estilo de la era Gustaviana. El castillo pertenece a la lista de edificios protegidos de Suecia desde 1989. 

## Historia
Ljung es observado como una propiedad sin consecuencias a principios del siglo XVII. Fue comprado por el barón H. Hamilton en 1642. En 1665, fue adquirida por la famosa escritora Agneta Horn (1629-1672). 
Fue comprado por la familia von Fersen en 1730. Fue propiedad de la familia von Fersen hasta 1838, y durante ese tiempo fue propiedad de Axel von Fersen el Viejo, Hedvig Catharina von Fersen, el famoso Axel von Fersen el Joven, Fabian Reinhold von Fersen hasta que la familia von Fersen se extinguió en 1839 y Ljung fue heredado por Louise von Fersen (1816-1879) y su esposo Carl Gyldenstolpe, quien lo perdieron en su famosa bancarrota, después de que fuera vendido en subasta pública en 1868. Fue comprado por Claes von Mecklenburg (m. 1890). Fue propiedad de un consorcio a partir de 1908, quien dividió la tierra entre varios propietarios.
Eva Dickson creció aquí.